# Incidente do estreito de Querche
O incidente do estreito de Querche é atualmente um incidente diplomático entre a Rússia e a Ucrânia. O incidente ocorreu em 25 de novembro de 2018, quando um navio de carga russo impediu que três navios da marinha da Ucrânia passassem sob a Ponte da Crimeia, no estreito de Querche. A Rússia acusou os navios ucranianos de entrar ilegalmente em suas águas territoriais.
Segundo as autoridades russas, foi solicitado repetidamente aos navios ucranianos que abandonassem as águas territoriais russas; como a Marinha ucraniana se recusou, a Rússia atacou e apreendeu três navios ucranianos ao largo da costa da Crimeia. Duas canhoneiras e um rebocador foram capturados por forças especiais russas depois de uma perseguição. De acordo com diferentes relatórios, três ou seis tripulantes ucranianos ficaram feridos e todos os 24 marinheiros ucranianos dos navios capturados foram detidos pela Rússia.
Mais tarde naquele dia, o presidente ucraniano, Petro Poroshenko, assinou um decreto de lei marcial, que foi aprovado pelo parlamento no dia seguinte. Oleksandr Turchynov, secretário do Conselho Nacional de Segurança e Defesa da Ucrânia, teria dito que o incidente foi um ato de guerra. Ele também afirmou que preparativos militares ativos foram vistos ao longo da fronteira no lado russo.
Alguns dias após a decretação da lei marcial, mais precisamente em 30 de novembro de 2018, o presidente ucraniano proibiu a entrada de cidadãos russos do sexo masculino entre os 16 e 60 anos no país, sob a justificativa de se evitar a formação de ``exércitos privados´´ da Rússia no país.

## Antecedentes
O estreito de Querche liga o mar de Azov ao mar Negro e é formado pela península russa de Taman e pela península disputado de Querche. É o único ponto de acesso para navios que viajam de e para as cidades portuárias do mar de Azov. Embora a Ucrânia e a Rússia concordassem com o princípio da liberdade de movimento através do estreito e do mar de Azov após o incidente da ilha de Tuzla em 2003, após a anexação da Crimeia pela Federação Russa em 2014, o estreito de Querche está completamente sob o controlo da Rússia. Desde então, a Rússia considera o estreito como parte das suas águas territoriais e realiza uma regulação independente da navegação nele, usando o porto de facto russo de Querche, onde a permissão para passar pelo estreito deve ser solicitada. As Nações Unidas não reconhecem a península da Crimeia nem as águas adjacentes como territórios pertencentes à Rússia, embora a organização do tráfego de carga nos portos da Ucrânia no mar de Azov coloque os seus navios na frente da necessidade de abordagem ao porto de Querche pelas autoridades ucranianas.
Em maio de 2018, a Rússia terminou a construção da ponte da Crimeia, que tem 19 quilómetros de comprimento e atravessa o estreito, proporcionando uma conexão terrestre direta entre a Crimeia e a península de Taman. A construção da ponte foi criticada pela Ucrânia e outros países, que a chamaram de ilegal. Além disso, os governos ucraniano e americano disseram que a ponte estava a ser usada pela Rússia como parte de um bloqueio híbrido parcial dos portos ucranianos no mar de Azov, e que as inspeções russas de navios aumentaram acentuadamente desde que a ponte foi aberta em maio de 2018, com alguns supostamente sendo forçados a esperar entre três e sete dias antes de serem autorizados a passar. Sob o tratado de 2003, tanto a Rússia quanto a Ucrânia têm o direito de inspecionar navios que navegam dentro ou fora do Mar de Azov. A Ucrânia disse que o aumento das inspeções da guarda costeira russa após a abertura da ponte representa um abuso desse direito.
De acordo com o Defense News, do ponto de vista da Rússia, as tensões começaram a aumentar em março, quando navios da guarda costeira da Ucrânia apreenderam a embarcação de pesca russa Nord no mar de Azov em março de 2018, acusando a tripulação de entrar em "território, que está sob ocupação temporária". O capitão do Nord, Vladimir Gorbenko, poderá estar a enfrentar uma condenação de até cinco anos de prisão.
No final de setembro, a Marinha da Ucrânia lançou uma operação para mover o navio de busca e salvamento Donbas e o rebocador Korets de Odessa para Mariupol. A operação foi o primeiro envio de navios da Marinha ucraniana para a área do estreito de Querche desde a anexação da Crimeia pela Rússia. Comandados pelo vice-chefe de estado-maior das Forças Navais da Ucrânia, Dmytro Kovalenko, os navios transmitiram por rádio a sua intenção de entrar no mar de Azov através do estreito de Querche quando se aproximaram em 23 de setembro, mas não seguiram o procedimento oficial para pedir permissão. Segundo Kovalenko, esta foi uma forma intencional de "diplomacia naval", realizada com o objetivo de afirmar a reivindicação ucraniana das águas circundantes. Embora os navios tenham recebido serviços pilotagem gratuitamente da autoridade portuária de Querche, eles também foram seguidos por pelo menos 13 navios russos, e sobrevoados por aeronaves russas. Em última análise, os navios ucranianos cumpriram os procedimentos de trânsito que não exigiram um pedido de permissão para transitar, A Rússia não impediu a passagem dos navios sob a ponte da Crimeia nem a chegada com sucesso a Mariupol. Em entrevista ao Kyiv Post, o especialista naval ucraniano Taras Chmut disse que achava que os russos não esperavam a operação ucraniana, e por isso decidiu tomar a opção menos arriscada, permitindo a passagem. Ele também disse: "Pela primeira vez, não reagimos apenas aos passos dos russos, mas começamos a definir as nossas próprias regras de jogo".
O comissário da União Europeia para a Segurança, Julian King, disse que a Rússia tinha encenado uma campanha de desinformação de um ano para "suavizar" a opinião pública em preparação para o incidente. De acordo com King, vários rumores se espalharam sobre os planos das autoridades ucranianas, incluindo que o governo ucraniano estava a dragar o mar de Azov em preparação para a chegada de uma frota da Organização do Tratado do Atlântico Norte, que pretendia infectar o mar Negro com cólera, e que planeava explodir a ponte da Crimeia com uma bomba nuclear.
Pavel Felgenhauer, analista de defesa e colunista da Novaya Gazeta, especulou que o governo de Putin instigou o incidente por preocupação de que as bases navais da Ucrânia no mar de Azov possam eventualmente sediar patrulhas visitantes da NATO.

## Incidente
Na manhã de 25 de novembro, três navios ucranianos (as canhoneiras Berdiansk, Nikopol e o rebocador Yani Kapu) tentaram completar uma viagem do porto de Odessa no mar Negro, sudoeste da Ucrânia, até o porto marítimo de Mariupol no mar de Azov, leste da Ucrânia. Agentes do Serviço de Segurança da Ucrânia estavam presentes a bordo dos navios; de acordo com a Ucrânia eles estavam a fornecer cobertura comum de contra-inteligência. Quando se aproximaram do estreito de Querche, embarcações da Guarda Costeira russa acusaram os navios ucranianos de entrar ilegalmente em águas territoriais russas, e ordenaram que eles saíssem da área. Quando os ucranianos se recusaram, citando o tratado russo-ucraniano de 2003 sobre a liberdade de navegação no estreito e no mar de Azov, as embarcações russas tentaram intercetá-los, e embateram no rebocador Yani Kapu várias vezes. Quando eles tentaram embater nas canhoneiras, que eram mais ágeis, dois navios russos colidiram, e o navio patrulha Izumrud da Guarda Costeira russa foi danificado. Os navios da marinha ucraniana então continuaram o seu percurso, parando perto da zona de espera ancorada 471, a cerca de 14 quilómetros da ponte da Crimeia, e permaneceram lá pelas próximas oito horas. Durante este tempo, os russos colocaram um grande cargueiro sob a ponte, o que bloqueou a rota para o mar de Azov e Mariupol. Simultaneamente, a Rússia enviou dois caças e dois helicópteros para patrulhar o estreito. Durante a noite, os navios ucranianos voltaram para retornar ao porto de Odessa. Quando os navios estavam a sair da área, a Guarda Costeira russa os perseguiu, atirando e capturando os navios ucranianos a cerca de 23 quilómetros da costa da Crimeia, em águas internacionais.

### Danos e resposta política
Após o incidente, a Marinha da Ucrânia informou que seis militares foram feridos pelas ações russas. A ponte de comando do Berdiansk foi danificada, seja por um caça Sukhoi Su-25 ou por 30 mm de tiros navais do navio patrulha da Guarda Costeira russa Izumrud, de acordo com a versão da Rússia. De acordo com a comunicação de rádio entre a liderança russa e navios da Guarda Costeira, dois navios russos foram danificados. Um deles foi danificado enquanto embatia no rebocador ucraniano Yani Kapu. Além disso, o navio russo Don também colidiu e danificou o navio russo Izumrud. Após o incidente, funcionários de ambos os países acusaram o outro de comportamento provocativo. A Ucrânia classificou a apreensão dos seus navios como ilegal. Em um comunicado, a Marinha da Ucrânia disse: "Depois de deixar a zona de 12 milhas, o Serviço Federal de Segurança (FSB) da Federação Russa abriu fogo contra a flotilha pertencente a… às forças armadas da Ucrânia". O presidente ucraniano Petro Poroshenko convocou o Conselho de Segurança e Defesa Nacional da Ucrânia, descrevendo as ações russas como "não provocadas e loucas".
A Rússia não respondeu imediatamente ou diretamente à alegação, mas agências de notícias russas citaram o FSB dizendo que tinha provas incontestáveis de que a Ucrânia tinha preparado o que chamou de "provocação" e divulgaria as suas evidências em breve. O relatório do FSB disse que a Ucrânia não seguiu o procedimento oficial necessário para a passagem pelo estreito, ou seja, que a autoridade portuária em Querche deveria ser informada 48 e 24 horas antes de qualquer movimento, com uma confirmação oficial 4 horas antes da passagem. Também disse que os navios ucranianos estavam a fazer manobras perigosas e ignoraram intencionalmente as instruções do FSB, a fim de provocar tensões. Políticos russos, incluindo o presidente Vladimir Putin, denunciaram o governo ucraniano, dizendo que o incidente foi uma tentativa calculada do presidente ucraniano Petro Poroshenko de aumentar a sua popularidade antes da eleição presidencial ucraniana no próximo ano. O governo ucraniano rejeitou isso, e disse ter informado os russos da passagem pelo estreito de Querche com antecedência. O porta-voz da Marinha ucraniana, Oleh Chalyk, disse que Yani Kapu tinha "estabelecido contacto com um posto avançado da Guarda Costeira" operado pelo Serviço de Fronteira da FSB e "comunicou a sua intenção de navegar pelo estreito de Querche. A informação foi recebida [pelas autoridades russas] mas nenhuma resposta foi dada". De acordo com a Ucrânia, o contacto foi estabelecido às 03h58min de 25 de novembro, "de acordo com as regras internacionais de segurança da navegação marítima".

## Consequências
Na manhã de 26 de novembro, foram divulgadas fotografias dos navios ucranianos capturados no porto de Querche na Crimeia. Nas imagens, pequenas redes de camuflagem cobrem as proas dos navios. Também naquele dia, de acordo com a APK-Inform, o transporte comercial ucraniano voltou a operar normalmente depois que o estreito de Querche foi reaberto ao tráfego civil.
De acordo com a inteligência ucraniana, o estado de saúde dos militares das Forças Navais da Ucrânia que ficaram feridos no ataque no estreito de Querche é satisfatório. Os tripulantes ucranianos feridos estavam a ser tratados no hospital Pirogov em Querche. Outras fotografias mostraram danos significativos infligidos à canhoneira Berdiansk, incluindo um buraco na ponte de comando. De acordo com Vasyl Hrytsak, chefe do Serviço de Segurança da Ucrânia, dois mísseis foram disparados por um dos caças de ataque russos.
Em 27 de novembro, um tribunal da Crimeia ordenou que 12 dos 24 marinheiros ucranianos fossem detidos por 60 dias. No dia seguinte, os 12 marinheiros ucranianos remanescentes, incluindo os três hospitalizados, também foram oficialmente detidos por 60 dias pela corte do raion de Kievskiy em Simferopol. Em 29 de novembro, as autoridades russas afirmaram que os três tripulantes hospitalizados receberam alta hospitalar. Em 30 de novembro todos os marinheiros ucranianos capturados foram transferidos para Moscovo.
Na noite de 28 de novembro, o ministro ucraniano da Infraestrutura, Volodymyr Omelyan, disse que os navios com destino aos portos de Berdiansk e Mariupol aguardavam a entrada no mar de Azov e os navios também estavam esperando para ir para o sul. Ele caracterizou isso como um bloqueio virtual. Nenhum navio foi identificado como ucraniano. Em 4 de dezembro, Omelyan afirmou que a Rússia deixou os navios chegarem a Berdiansk e Mariupol novamente. No mesmo dia, o Ministério dos Territórios Temporariamente Ocupados e IDPs da Ucrânia alegou que o acúmulo de navios à espera para ir para os portos ucranianos causou vários acidentes. A Rússia negou que tenha impedido os navios de navegar para os portos ucranianos e afirmou que quaisquer possíveis interrupções foram devido ao mau tempo.
Em 19 de janeiro de 2019, o USS Donald Cook entrou no mar Negro, sendo o segundo navio americano a chegar ao mar Negro após o incidente do estreito de Querche depois do USS Fort McHenry, que entrou em 10 de janeiro de 2019. Em março de 2019, o Canadá, os Estados Unidos e a União Europeia impuseram sanções aos cidadãos e empresas russas pela sua participação no incidente e nas atividades militares na Crimeia e no leste da Ucrânia controlado pelos separatistas.
Em 25 de maio de 2019, o Tribunal Internacional do Direito do Mar decidiu que a Rússia deveria libertar imediatamente os três navios e os 24 militares ucranianos capturados. Em 7 de setembro de 2019, todos os 24 marinheiros foram libertados e devolvidos à Ucrânia durante uma troca de prisioneiros. Em particular, a Rússia conseguiu a troca de uma das testemunhas no caso MH17. Em 18 de novembro de 2019, os navios capturados foram devolvidos à Ucrânia. A transferência ocorreu no mar perto do cabo Opuk na Crimeia. Os navios foram devolvidos com armas regulares, mas sem munições. As armas pessoais da tripulação, bem como livros e documentos, permaneceram na Rússia como evidência no caso criminal.